# Roccia dell'Elefante
La roccia dell'Elefante è un grosso masso trachitico e andesitico, dal forte color ruggine, notevolmente eroso dagli agenti atmosferici che gli hanno conferito il singolare aspetto di un pachiderma al passo.
La roccia, che ha un'altezza di circa quattro metri, si trova nel comune di Castelsardo in località Multeddu, al km 4,3 della SS 134 che collega il suddetto comune a Sedini. Originariamente il masso faceva parte del complesso roccioso di monte Castellazzu dal quale si distaccò rotolando a valle.
Oltre ad una certa importanza turistico-paesaggistica, la roccia dell'Elefante riveste anche una notevole rilevanza archeologica per le due domus de janas, risalenti al periodo prenuragico, che sono ospitate al suo interno. Proprio per quest'ultimo motivo, assieme ad altre aree archeologiche dell'isola, nel 2025 il sito è stato inserito nell'elenco dei patrimoni dell'umanità dell'UNESCO.

## La roccia
(Edoardo Benetti)
Nel 1914 lo studioso Edoardo Benetti fu il primo ad associare ad un elefante l'originale forma della roccia, che sino ad allora era conosciuta, anche in documenti ufficiali, con il nome in lingua sarda Sa Pedra Pertunta (la pietra traforata), evidente richiamo alla sua particolare conformazione.

## Le domus de janas

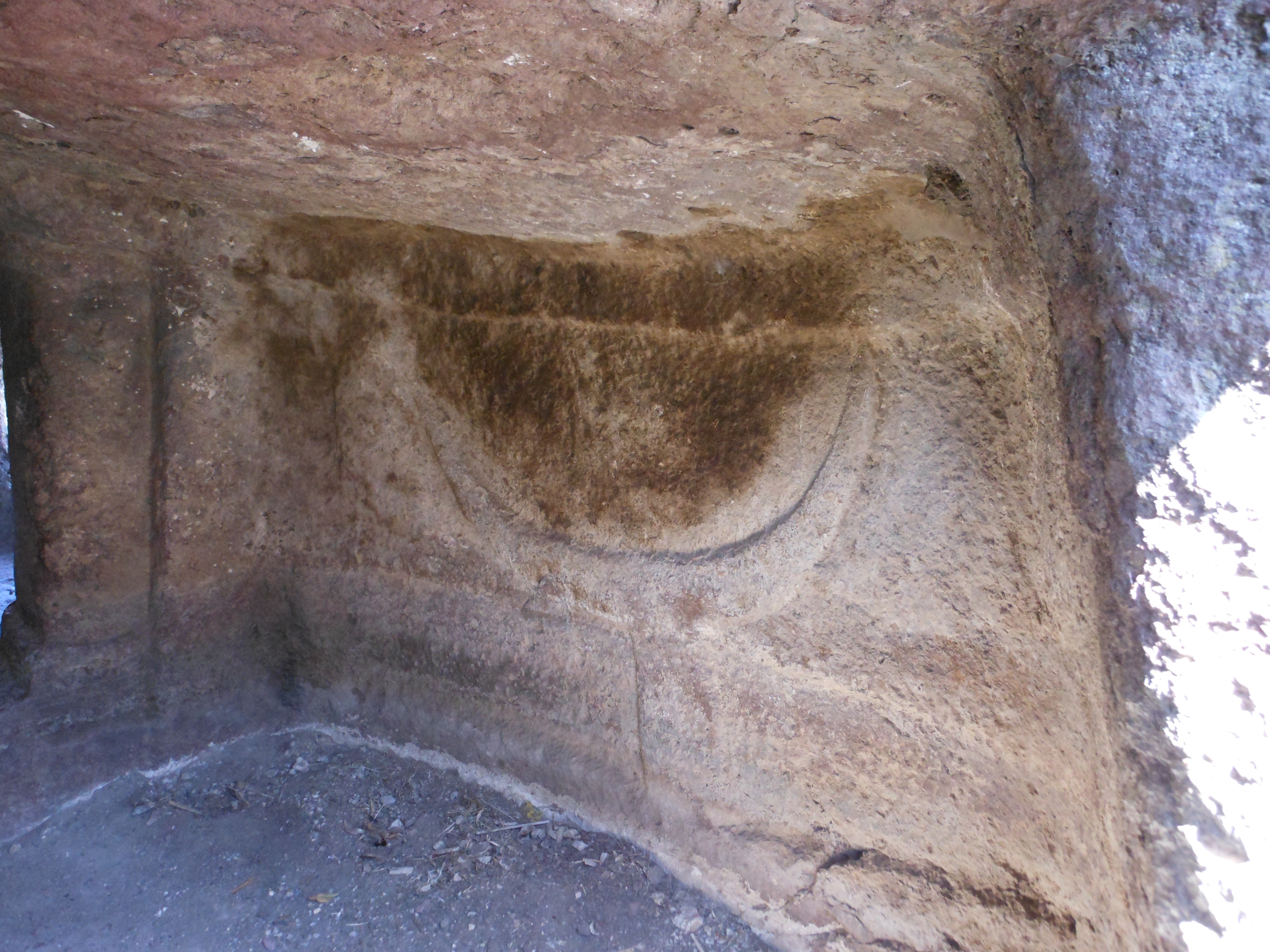
L'interno dell'anticella (b) con in rilievo la protome taurina

Le domus de janas, realizzate in due momenti successivi, sono posizionate su due diversi livelli.

### Tomba I
Quella superiore (o Tomba I), molto danneggiata dal tempo, è stata la prima ad essere scavata. Questa presenta tre vani e manca del padiglione coperto che la precedeva, probabilmente crollato insieme al prospetto della tomba. Le pareti, piane e diritte, non hanno motivi scultorei.

### Tomba II
Il secondo ipogeo (o Tomba II), quella inferiore, risulta al contrario molto ben conservato. Questa è formata da un breve dromos (a), un'anticella (b), due celle successive (c e d), disposte lungo l'asse longitudinale e un'ultima cella (e) aperta sul vano c. Dal dromos (a), breve corridoio, in parte coperto e, nel tratto iniziale, a cielo aperto, si accede tramite uno stretto portello quadrangolare di 0,50 per 0,55 m.

## Elementi decorativi-cultuali

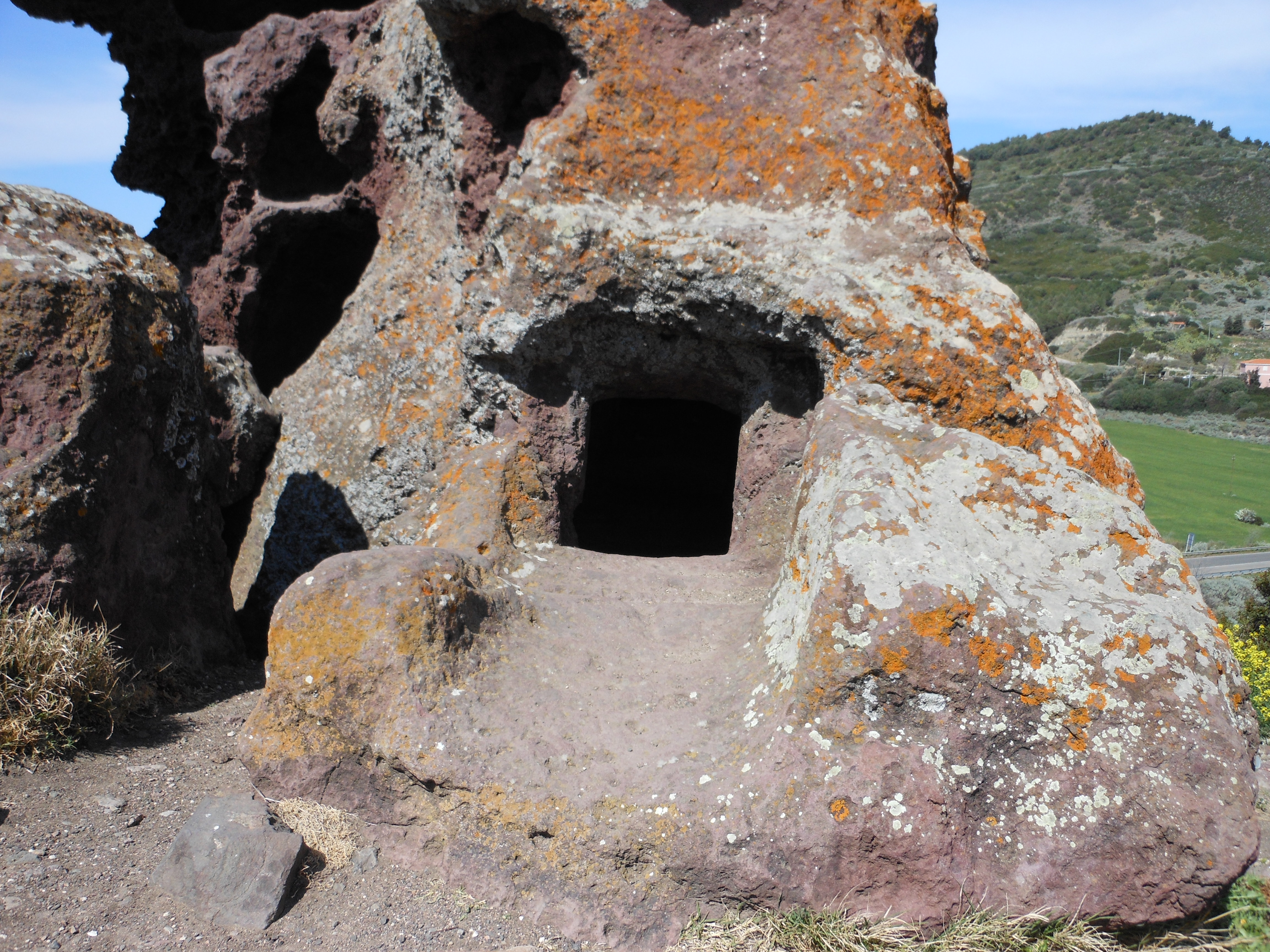
Domus de janas

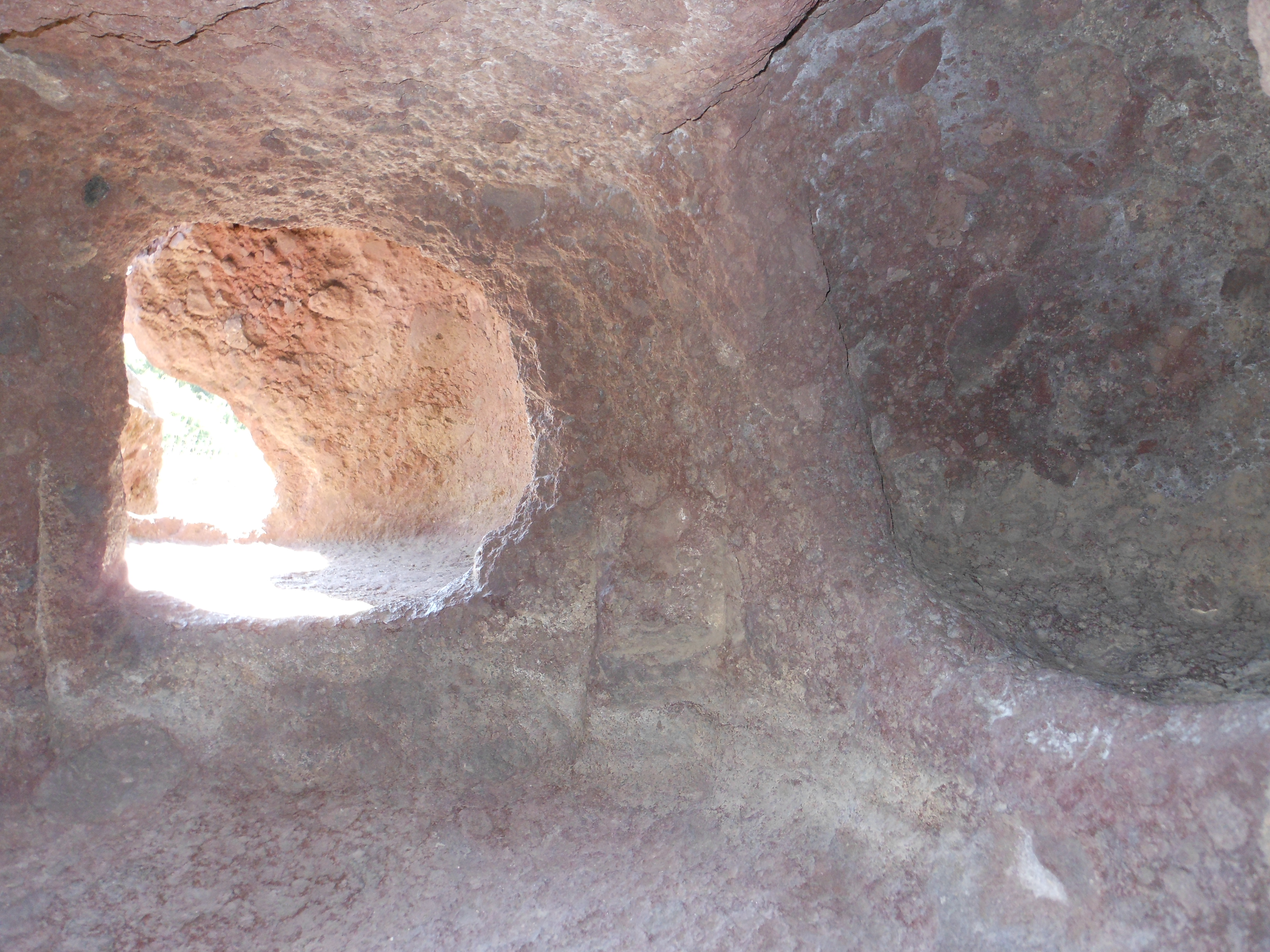
Domus de janas

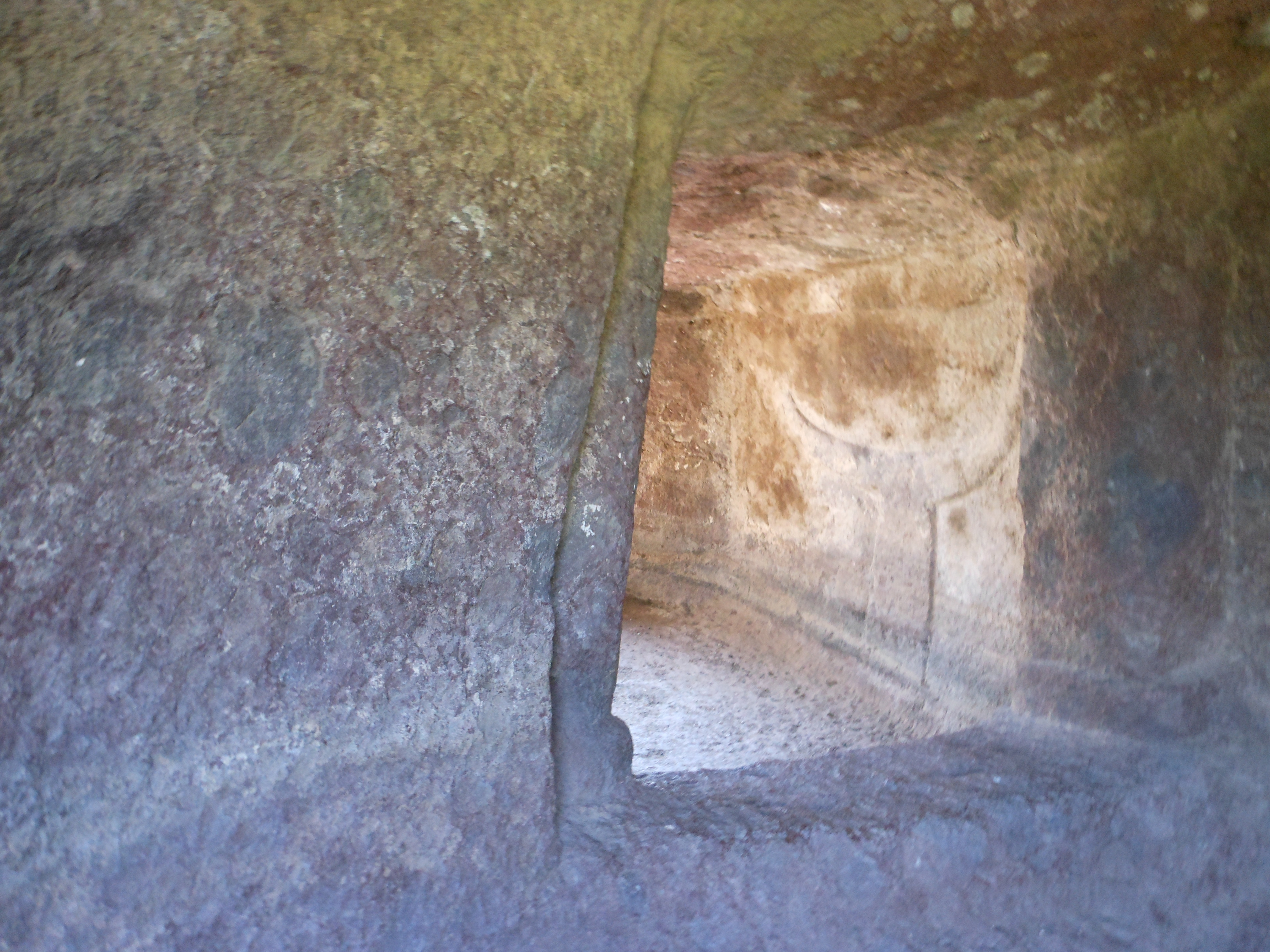
Domus de janas

### Tomba II cellab
Di notevole interesse la presenza di una protome bovina, elemento decorativo comune a diverse domus de janas, scolpita in rilievo sulla parete di una celletta. Il suo particolare stile curvilineo, che denota una fase artistica piuttosto evoluta, permette di ascrivere la realizzazione della tomba alla prima metà del III millennio a.C.
Questo tipo di protome è stilisticamente assimilabile a quelle presenti nella tomba Maggiore della necropoli di S'Adde 'e Asile di (Ossi), nella tomba V della necropoli di Montalè (Sassari), nelle tombe IV e VI della necropoli di Calancoi (Sassari) e nella domus dell'Orto del beneficio parrocchiale di Sennori.